# Niekrasowka (obwód sachaliński)
Niekrasowka (ros. Некрасовка) – wieś w Rosji, w obwodzie sachalińskim, w rejonie ochińskim. W 2010 liczyła 940 mieszkańców.